# Осинський Віктор Іванович
Ві́ктор Іва́нович Оси́нський (5 лютого 1890 — †20 травня 1940) — сотник Армії УНР, український військовий та громадський діяч.

## Життєпис
Народився 5 лютого 1890 м. Лубни на Полтавщині.
Навчався у Київському університеті а пізніше в Ташкентській юнкерській школі.
Брав участь у Першій Світовій війні у лавах російської армії. Під час визвольних змагань воював у Армії УНР в ранзі сотника.
По інтернуванні військ УНР у Польщі був одним з організаторів Української Студентської громади у Варшаві. Навчався на факультеті геодезії Варшавської політехніки. У 1923 р. був ініціатором створення Стипендіального фонду українського студента-емігранта і член Українського клубу у Варшаві з 1927.
Помер і похований у селі Загочів'я, Ліського повіту на Підкарпатті.

## Родина
Дружина Осінська Зінаіда Вікторівна з дітьми залишилася в Україні. Діти Ніна Вікторівна Костенко. Солістка Київського Державного Театру Опери і балету, Заслужена Артистка УССР, видатна виконавиця українських народних пісень, громадський діяч, доцент, Учасник бойових дій під час ВВВ, снайпер, нагороджена Військовими відзнаками СССР. Народилась у Києві 12.12.1912року померла у Києві 31.03.1985 р. Похована на Центральному місцевому кладовищі . Оксана Вікторівна Смагіна народилась в Києві у лютому 1916року померла 11 . 03. 1980 р. похована в селі Кічигино Челябінскої області. Дружина Наталія Осінська, громадський діяч, письменниця. Діти Мелешко Таісія Вікторівна, Кравчук Анна Вікторівна, Полянська Марія Вікторівна в різні роки народились у Варшаві . Після закінчення Світової Війни переїхали до США.
Дочка Марія Полянська жила в США.